# Mount Yarrowyck
Mount Yarrowyck (engelska: Mount Yarrowick) är ett berg i Australien. Det ligger i kommunen Uralla och delstaten New South Wales, i den sydöstra delen av landet, omkring 380 kilometer norr om delstatshuvudstaden Sydney. Toppen på Mount Yarrowyck är 1 196 meter över havet, eller 180 meter över den omgivande terrängen. Bredden vid basen är 2,3 km.
Runt Mount Yarrowyck är det mycket glesbefolkat, med 2 invånare per kvadratkilometer.. 
I omgivningarna runt Mount Yarrowyck växer huvudsakligen savannskog. Genomsnittlig årsnederbörd är 858 millimeter. Den regnigaste månaden är januari, med i genomsnitt 120 mm nederbörd, och den torraste är maj, med 32 mm nederbörd.